# Bali-Tiger

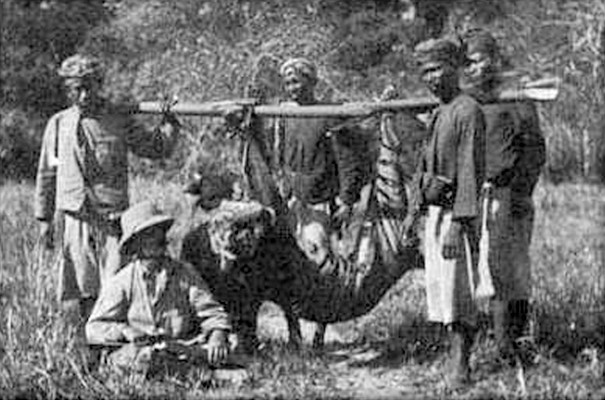
Jagdgesellschaft des Barons Oszkar Vojnich mit einem getöteten Bali-Tiger im Jahr 1911

Der Bali-Tiger (Panthera tigris balica) war eine im 20. Jahrhundert ausgestorbene Tiger-Unterart, die auf der indonesischen Insel Bali beheimatet war. In einer 2017 revidierten Taxonomie bilden die ausgestorbenen Bali- und Java-Tiger und der stark bedrohte Sumatra-Tiger die gemeinsame Unterart Panthera tigris sondaica.

## Merkmale
Über Lebensweise und Merkmale des Bali-Tigers ist weniger bekannt als zu anderen Unterarten, da schon der Beschreibung durch Ernst Schwarz im Jahre 1912 nur ein Schädel und ein Fell aus der Sammlung des Senckenberg-Museums in Frankfurt zugrunde lagen. Es gibt keine Aufzeichnungen darüber, dass Bali-Tiger je in Zoos und Tierparks gehalten wurden; eine Ausnahme stellen die Bali-Tiger des Ringling Brothers Circus dar, von denen Fotos erhalten sind. Nur wenige Schädel, Knochen oder Felle sind in den Sammlungen der Museen zu finden, so etwa im Ungarischen Naturwissenschaftlichen Museum. Die vorliegenden Fotografien zeigen erlegte Tiere (teils später koloriert und mit ungenauer Datierung), auch Gemälde von Bali-Tigern sind nicht nach lebenden Exemplaren gefertigt.

### Körperbau
Der Bali-Tiger hatte eine im Verhältnis zu anderen Tigern sehr geringe Schulterhöhe von 60–68 cm. Die Länge (inklusive Schwanz) betrug beim Männchen 200–220 cm bei einer Masse von 100 kg, das Weibchen war kleiner, 180–220 cm lang und wog 80 kg. Die geringere Größe im Vergleich zu anderen Tigern bedingt sich durch den insular eingeschränkten Lebensraum und das somit deutlich geringere Beutevorkommen.

### Fell
Die Grundfarbe des Fells war Dunkelrot bis Dunkelbraun. Damit hatte der Bali-Tiger das dunkelste Fell aller Tigerunterarten. Als einzige Art hatte er außerdem kleine Punkte und Flecken zwischen den für einen Tiger extrem breiten Streifen. Die Unterseite wies zum Teil weiße Bereiche auf.

### Ernährung
Diese Unterart ernährte sich als reiner Fleischfresser von den auf Bali vorkommenden Säugetieren (Huftiere, Affen), aber auch von (Wasser-)Vögeln und Reptilien.

### Fortpflanzung
Die Tragzeit des Bali-Tigers wurde wie beim Java-Tiger nie durch zoologische Untersuchungen evaluiert. Allgemein wird eine Trächtigkeitsdauer um 95 Tage angesetzt.

### Verwandtschaft zum Java-Tiger
Trotz der Größenunterschiede und voneinander getrennter Entwicklung wird eine sehr nahe Verwandtschaft des Bali-Tigers zum Java-Tiger angenommen. Aufgrund fehlender DNA-Untersuchungen war bis 2015 kein wissenschaftlicher DNA-Vergleich möglich. Allgemein werden zwei Theorien unter Experten als möglich angenommen:
- Ein Ansatz geht davon aus, dass während der Eiszeit sich ein Teil der Insel Java löste und zum heutigen Bali wurde. So trennte sich die Tigerpopulation auf, und zwei verschiedene Subspezies entwickelten sich in der Folgezeit unabhängig voneinander.
- Ein weiterer Ansatz besagt, dass die Tiger die Meerenge zwischen Java und Bali (etwa 2,4 km) schwimmend überbrückten und sich die Populationen so aufteilten.

## Verbreitung

Bali, das ehemalige Verbreitungsgebiet des Bali-Tigers

Der Bali-Tiger war auf Bali endemisch, analog zum ebenfalls ausgestorbenen Java-Tiger und dem stark bedrohten Sumatra-Tiger. Diese drei Subspezies werden auch als insulare Tiger bezeichnet. Letzte Rückzugsgebiete vor seiner Ausrottung waren die Bergregionen im Westen der Insel.

## Ausrottung
Ein Grund für die Ausrottung war die exzessive Bejagung durch Einheimische und durch europäische Siedler. Bali-Tiger wurden mit Hilfe von Ködern in Eisenfallen gelockt. Auf die so zur Flucht unfähigen Tiere wurde aus näherer Entfernung geschossen. Diese Art des „Jagens“ erfreute sich unter den europäischen Siedlern großer Beliebtheit. Weiterhin führte die massive Habitatzerstörung zu Gunsten landwirtschaftlicher Nutzung und Holzgewinnung zur stetigen Dezimierung des ohnehin geringen Bestandes.
Die meisten Quellen geben übereinstimmend an, dass der letzte Bali-Tiger am 27. September 1937 bei Sumbar Kima im Westen der Insel geschossen wurde. Gemäß Informationen der IUCN Red List of Threatened Species wurde 1941 der Bali Barat National Park als Rückzugshabitat des Bali-Tigers gegründet. Die Gründung dieses Nationalparks lässt vermuten, dass der Bali-Tiger sich länger als bis 1937 auf der Insel behaupten konnte. Es wird daher davon ausgegangen, dass der Bali-Tiger Anfang der 1940er Jahre ausgerottet wurde.

### Unbestätigte Sichtungen
Die Insel Bali befand sich von 1908 bis 1949 in niederländischem Besitz, mit Ausnahme der Zeit zwischen 1942 und 1945, als die japanische Armee die Insel besetzt hatte. Bedingt durch die Kriegswirren gibt es keine fundierten Aufzeichnungen zur Fauna und speziell zu Vorkommen des Tigers auf Bali. In den 1940er Jahren wurden jedoch vermehrt Sichtungen von Bali-Tigern gemeldet. 1952 kam es zu einer weiteren Sichtung durch einen niederländischen Forstwirtschaftler, dessen Aussage als verlässlich gewertet wurde. Doch ein Beweis fehlte letztlich auch in diesem Fall. Weitere Sichtungen datieren bis in die 1970er Jahre, blieben jedoch ebenfalls unbewiesen.